# Upon This Dawning

Логотип группы

Upon This Dawning — итальянская металкор-группа из Брешиа, созданная в 2006 году. Группа выпустила один EP и три студийных альбома. Их последний альбом — We Are All Sinners был выпущен в апреле 2014 года. Находится в паузе с 2016 года.

## История
Группа была основана в Брешиа, Италия. В 2007 году группа выпустила свой дебютный EP альбом Count the Seconds Before Your Last Breath через Slake-less Heart Records. В августе 2009 года они выпустили свой первый студийный альбом, который был назван On Your Glory We Build Our Empire.
Из-за их быстрого успеха и постоянно растущего количества фанатов, часть которых появилась после концертов с такими группами, как Asking Alexandria, Underoath, Motionless in White, Blessthefall, Pierce the Veil, More Than A Thousand, Adam Kills Eve, Dance Gavin Dance, и In Fear and Faith, американской компании The Artery Foundation стало известно о группе, и они заключили с ними контракт.
Группа гастролировала несколько раз в Италии: с 7 марта 2009 года по 30 мая 2009 года и с 29 января 2011 года по 28 мая 2011 года. Группа также участвовала в концертах с The Electric Diorama, Romantic Emily, Hope, The Burden, One Morning Left, From Dying Skies, Ms. White, Shadows Chasing Ghosts и While She Sleeps. С Adam Kills Eve  группа сыграла свой первый концерт за пределами Италии в швейцарском городе Беллинцона. В 2010 году экстрим-вокалист Маттео Бертиззоло и гитарист Никола Гиачеллич покинули Upon This Dawning, в связи с этим Джианлука Молинари перешёл с позиции басиста на экстрим-вокал, а группу пополнили гитарист Карло Тодескини, басист Мэтт Леоне и клавишник Андреа Мозерле.
В том же году Upon This Dawning выступили в Мюнхене, Германии вместе с His Statue Falls.
Их второй альбом, To Keep Us Safe, был выпущен 23 октября 2012 года через Fearless Records. В числе песен стоят фит с Крисом Моушенлесс из Motionless in White и кавер-версия песни "Call Me Maybe", в оригинале исполненной Carly Rae Jepsen. Группа гастролировала чаще после подписания контракта с Fearless Records. Upon This Dawning участвовали в разогреве для групп For the Fallen Dreams, Alesana, The Color Morale и Chunk! No, Captain Chunk!. В июне 2013 года экстрим-вокалист Джиани Молинари оставил группу, наряду с барабанщиком Лукой Орио. Их заменили Дани Нелли и Габриэле Магрини, который был заменен на Chris Deets в 2014 году. Chris Deets покинул группу внезапно, в апреле 2015 года, в результате чего группе пришлось пропустить первые три дня в IX Lives Tour c музыкальной группой Ice Nine Kills.
В период с 22 ноября 2013 по 11 декабря 2013 года группа гастролировала вместе с Shoot the Girl First, сначала в качестве разогрева для The Browning по всей Европе. Они гастролировали по всей Великобритании, Нидерландам и Швейцарии, Италии, Германии, Бельгии, Австрии и Венгрии.
11 февраля 2014 года Upon This Dawning заявили, что они оставили Fearless Records и подписали контракт с Artery Recordings и 29 апреля 2014 года группа выпустила свой третий студийный альбом We Are All Sinners. На альбом оказали  большое влияние такие жанры, как дум-метал, дэт-метал и блэк-метал, а также были представлены тремоло, гармоничные клавишные и темы греха и ада.
С конца 2016 года группа находится в паузе из-за того, что Дани Нелли и Тео Боттичини решили сосредоточиться на своем трэп-проэкте Danien & Theø

## Участники группы

### Последний состав
- Маттео «Teo» Боттичини — чистый вокал, ритм-гитара (2010–2016), соло-гитара (2006–2010, 2014–2016), дополнительный экстрим-вокал (2006—2013)
- Маттео «Мэтт» Леоне — бас-гитара (2010–2016)
- Даниель «Дани» Нэлли — экстрим-вокал, чистый вокал (2013–2016)
- Джиованни Силио — ударные (2015–2016)

### Бывшие участники
- Маттео Бертиццоло — экстрим-вокал (2006–2010)
- Никола Джачеллич — ритм-гитара, чистый вокал (2006–2010)
- Лука Орио — ударные (2006–2013)
- Джанлука «Джани» Молинари — экстрим-вокал (2010–2013), бас-гитара, дополнительный экстрим-вокал (2006–2010)
- Карло Тодескини — соло-гитара (2010–2014)
- Андрэа Мозерле — клавишные, дополнительный экстрим-вокал (2010–2014)
- Габриэль Магрини — ударные (2013–2014)
- Крис Дитс - ударные (2014-2015)

## Дискография

### EP
- Count the Seconds Before Your Last Breath (2007, Slake-less Heart Records)

### Альбомы
- On Your Glory We Build Our Empire (2009, Slake-less Heart Records)
- To Keep Us Safe (2012, Fearless Records)
- We Are All Sinners (2014, Artery Records)

### Синглы
- "Of Human Action" (2011)
- "A New Beginning" (2012)
- "Nothing Lasts Forever" (2012)
- "Obey" (2014)
- "Anima" (2014)
- "Embrace the Evil" (2014)

### Видеоклипы
- "Of Human Action " (2011) Архивная копия от 5 апреля 2021 на Wayback Machine
- "A New Beginning"  (2012)  Архивная копия от 1 марта 2020 на Wayback Machine
- "The Sound Of Your Breath" (2013) Архивная копия от 20 ноября 2020 на Wayback Machine
- "Embrace the Evil" (2014) Архивная копия от 1 сентября 2020 на Wayback Machine